# Carl Oscar Thorbjørnsen
Carl Oscar Thorbjørnsen (ur. 26 stycznia 1881 w Sulsted, zm. 2 lipca 1962 w Kopenhadze) – duński handlowiec i urzędnik konsularny.
Był urzędnikiem w Północnej Żegludze Morskiej (Det Nordlandske Dampskibsselskab) w Petersburgu (1905-), następnie członkiem zarządu wielu firm, m.in. w Kemiske Fabriker Danmark limited. W 1946 zarejestrował firmę Dom Handlowy C.O. Thorbjørnsen et Co Sp. z o.o. z siedzibą w Gdyni. Powierzono mu też funkcję konsula Danii w Gdyni (1946-1953), zaś rezydował w Sopocie. Po zakończeniu misji przeszedł na emeryturę. Pochowany w grobowcu rodzinnym na cmentarzu Assistens (Assistens Kirkegård) w Kopenhadze.